# Hiremalligawad, Dharwad
Hiremalligawad là một làng thuộc tehsil Dharwad, huyện Dharwad, bang Karnataka, Ấn Độ.